# Scinax catharinae
Scinax catharinae és una espècie de granota endèmica del Brasil.